# Kongepen
Kongepen (Hypochoeris) er en planteslægt. De kaldes også falsk mælkebøtte, da kongenpens blomsters stængler typisk er forgrenede og ikke-hule, hvorimod mælkebøtte har en stængel per blomst og er hule. Slægten omfatter omkring 60 arter.

## Arter
Herunder ses kongepens vildtvoksende arter i Danmark:
- Almindelig kongepen (Hypochoeris radicata)
- Glat kongepen (Hypochoeris glabra)
- Plettet kongepen (Hypochoeris maculata)